# Foltán László
Foltán László (Budapest, 1953. május 25. –) olimpiai bajnok magyar kenus, edző, testnevelő tanár.

## Pályafutása
1970-től a BSE (Budapesti Sport Egyesület) kenusa volt. Az aktív sportolást későn, a katonai szolgálat letöltése után kezdte. Ennek ellenére gyorsan a legjobbak közé került, mivel rendkívüli tehetségének köszönhetően hamar ráérzett egy olyan kenuzási stílusra, amelyre a mai napig törekszenek a sport legjobbjai.
1977-től 1984-ig szerepelt a magyar válogatottban. Kiemelkedő eredményeket kenu kettes 500 méteren ért el. Vaskuti Istvánnal a versenyszámban három világbajnoki és egy olimpiai bajnoki aranyérmet nyert. 1980-ban és 1981-ben az év kenusává választották. Az 1984-es olimpián nem vehetett részt. Az aktív sportolást ezután fejezte be.
1988-ban a Testnevelési Főiskolán kajak–kenu szakedzői oklevelet szerzett és 1986-tól a BSE, 1989-től az Újpesti Dózsa, illetve az UTE edzője lett. 1992-től 2009. decemberéig Budapesten középiskolai testnevelő tanárként tevékenykedett. Pedagógusi tevékenységéért önkormányzati elismerésben részesült. A mai napig rendszeresen résztvevője különböző sporteseményeknek.

## Sporteredményei
- olimpiai bajnok (kenu kettes 500 m: 1980)
- világbajnok (kenu kettes 500 m: 1977, 1978, 1981)
- világbajnoki 3. helyezett (kenu kettes 500 m: 1982)
- világbajnoki 4. helyezett (kenu kettes 500 m: 1983)
- tizenegyszeres magyar bajnok

## Díjai, Elismerései
- Az év magyar kenusa (1980, 1981)